# Biłozirja
Biłozirja (ukr. Білозір'я) – wieś na Ukrainie, w obwodzie czerkaskim, w rejonie czerkaskim. W 2022 liczyła 8000 mieszkańców.